# Puerto Bertrand
Puerto Bertrand es una villa ubicada 137 kilómetros al occidente de Chile Chico y 270 kilómetros al sur de Coyhaique, en la ribera oriental del Lago Bertrand. Cuenta con menos de 300 habitantes, administrativamente es parte de la comuna de Chile Chico, que es parte de la Provincia General Carrera en la Región de Aysén. El Lago Bertrand, recibe las aguas del Lago General Carrera, el lago más grande de Chile, y que a su vez da origen al caudaloso Río Baker. La localidad, rodeada de montañas y bosques de lenga, está precisamente en el sector sur del Lago Bertrand, donde el Baker tiene su nacimiento.
La zona de Puerto Bertrand cuenta con la mayor concentración de oferta turística de la zona: varios complejos con cabañas bien equipadas, lodges de pesca, restaurantes, alquiler de caballos y una gran diversidad de excursiones. Cuenta con una ubicación estratégica, entre la cuenca del Lago General Carrera y las localidades del sur de Aysén, como Cochrane situada a sólo 50 kilómetros.
El acceso a la localidad se realiza por la Carretera Austral, estando conectado directamente con Coyhaique. Se encuentra además sólo 16 kilómetros al sur del El Maitén lugar en el que la Carretera Austral se junta con la ruta CH-265, que recorre el litoral sur del gran Lago General Carrera y que conecta la zona con el territorio argentino.
El pueblo tiene un emplazamiento privilegiado, que lo convierte en un centro natural para realizar múltiples actividades.

## Turismo
Esta localidad se encuentra emplazada en la zona de nacimiento del río Baker, río que es el más caudaloso de Chile, el cual presenta un potencial hidráulico elevado, que en estos momentos se encuentra en fase de estudio, para aprovechar la energía hidráulica que este puede ofrecer. El nacimiento del Río Baker se encuentra a poco metros del puerto, desde ahí comienza este caudaloso río, el cual forma una gran hoya hidrográfica en su recorrido hacia el mar, donde desemboca específicamente en la localidad de Caleta Tortel.
Rodeado de bosque de Lenga, con el cordón montañoso soler, en frente de la localidad, posee uno de los paisajes más vírgenes de la zona austral del país.

## Pesca
Esta zona presenta condiciones ideales para la pesca, es reconocida en el mundo por su abundante presencia de salmón en sus aguas, sobre todo a lo largo del río Baker. Existiendo también durante la época de febrero un campeonato de pesca, que convoca a gran cantidad de aficionados a la pesca de todo el mundo, colapsando la capacidad hotelera de la zona.
Existiendo distintas modalidades para practicar la pesca, permite el río y el lago practicar pesca embarcado en botes, que realizan recorridos por el lago Bertrand y por el río Baker, unos pocos km a lo largo de este. También existe la posibilidad de pescar en la orilla del lago y en zonas habilitadas en la orilla del río, a la cual se accede fácilmente desde la Carretera Austral.

## Conectividad
Para acceder a esta localidad sólo se puede realizar vía terrestre, existiendo la carretera Austral, accediendo desde Coyhaique (Capital Regional), esta localidad se encuentra al sur de ésta, a aproximadamente 270 km por la ruta 7 Sur. Es la única vía que permite unir las diferentes localidades de la región. Él acceso mediante esta ruta se puede realizar en cualquier época del año, en invierno con precaución debido a la presencia de nieve y escarcha, en varios tramos de la carretera. También se puede acceder por la Argentina, tomando la ruta 40 hacia el sur y desviándose hacia Los Antiguos mediante la RP 43, donde se encuentra el Paso Internacional Los Antiguos, que une dicha ciudad con Chile Chico.

## Medios de comunicación

### Radioemisoras
- 100.9 MHz - Radio Confluencias del Baker

### Televisión

#### TDT (a partir de 2024)
- 7.1 - TVN HD
- 7.2 - NTV
- 7.31 - TVN One Seg
- 11.1 - Chilevisión HD
- 11.2 - UChile TV
- 11.31 - Chilevisión One Seg
- 13.1 - Canal 13 HD
- 13.2 - T13 En Vivo
- 13.31 - Canal 13 One Seg

También se encuentra asignada esta señal, pero sin embargo, es posible que el canal pueda renunciar su concesión de televisión como lo que ha ocurrido en otras ciudades del país 
- 9.1 - Mega
- 9.2 - Mega 2
- 9.31 - Mega One Seg